# Polyphida tenebrosa
Polyphida tenebrosa là một loài bọ cánh cứng trong họ Cerambycidae.